# Macropharynx spectabilis
Macropharynx spectabilis är en oleanderväxtart som först beskrevs av Stadelm., och fick sitt nu gällande namn av Robert Everard Woodson. Macropharynx spectabilis ingår i släktet Macropharynx och familjen oleanderväxter. Inga underarter finns listade i Catalogue of Life.